# Sjöbergpriset
Sjöbergpriset instiftades av affärsmannen Bengt Sjöberg, som 2016 bildade Sjöbergstiftelsen som har som ändamål att "att främja vetenskaplig forskning med huvudsaklig inriktning på cancer, hälsa och miljö" . Sjöbergpriset utdelas årligen i nära samarbete med Kungliga Vetenskapsakademien som utser pristagare. Priset tilldelas en framstående forskare, eller grupp av forskare, i Sverige eller annat land och består av motsvarande 1 miljon amerikanska dollar i dagens penningvärde. Av prissumman kan en tiondel användas fritt av mottagaren och resterande summa ska användas till framtida forskning inom cancer.

## Pristagare
- 2024
  - Catherine Wu, Dana-Farber Cancer Institute, USA, ”för upptäckter rörande tumörneoantigen och kroppens immunsvar mot tumörceller som grund för utveckling av cancervaccin”.[4]
- 2023
  - Kevan M. Shokat, University of California, USA, ”för upptäckter som möjliggör blockering av muterad K-Ras i cancerbehandling”.[5]
- 2022
  - Arul M. Chinnaiyan, Michigan Center for Translational Pathology, University of Michigan, USA, “för att ha upptäckt den fusionsgen som ligger bakom mer än hälften av alla fall av prostatacancer”.[6]
- 2021
  - Benjamin L. Ebert, Harvard University, USA, ”för sin upptäckt av verkningsmekanismen för lenalidomid vid behandling av blodsjukdomar”.[7]
- 2020
  - Michael Hall, Biozentrum, Universität Basel, Schweiz och David Sabatini, Massachusetts Institute of Technology (MIT), Cambridge, USA, ”för upptäckten av mTOR och dess roll i kontrollen av cellers ämnesomsättning och tillväxt”.[8]
- 2019
  - Dennis J. Slamon, University of California (UCLA), Los Angeles, USA och Brian J. Druker, Oregon Health & Science University, Portland, Oregon, USA, ”för avgörande insatser vid den kliniska utvecklingen av målstyrd behandling, riktad mot cancercellers genetiska förändringar”.[9]
- 2018
  - Zhu Chen, Shanghai Jiao Tong University, Kina, Anne Dejean, professor vid Institut Pasteur och Research Director vid Inserm, Paris, Frankrike och Hugues de Thé, professor vid Collège de France, Paris, Frankrike, ”för klarläggande av molekylära mekanismer och utveckling av revolutionerande behandling av akut promyelocytleukemi”. [10]
- 2017
  - James P. Allison, University of Texas MD Anderson Cancer Center, Houston, TX, USA och Tony Hunter, Salk Institute for Biological Studies, La Jolla, CA, USA, ”för banbrytande studier av cellulära processer som lett till utveckling av nya effektiva cancerläkemedel”. [11]

### Fotnoter
1. ↑  Vaccari, Cecilia (10 maj 2016). ”Han skänker två miljarder till cancerforskningen”. GP. Göteborgsposten. http://www.gp.se/nyheter/sverige/han-sk%C3%A4nker-tv%C3%A5-miljarder-till-cancerforskningen-1.771907. Läst 16 februari 2017.
2. ↑  ”Sjöbergpriset”. sjobergstiftelsen.se. http://sjobergstiftelsen.se/home/priset.html. Läst 20 mars 2019.
3. ↑  ”Sjöbergpriset”. sjobergstiftelsen.se. https://sjobergstiftelsen.se/home/priset.html. Läst 21 november 2023.
4. ↑  ”Hon får Sjöbergpriset för att ha lagt grunden till vaccin mot cancer”. Kungl. Vetenskapsakademien. 14 februari 2024. https://www.kva.se/nyheter/hon-far-sjobergpriset-for-att-ha-lagt-grunden-till-vaccin-mot-cancer/. Läst 17 februari 2024.
5. ↑  ”Sjöbergpristagare ger nytt hopp till patienter med lungcancer”. Kungl. Vetenskapsakademien. 15 februari 2023. https://www.kva.se/nyheter/sjobergpristagare-ger-nytt-hopp-till-patienter-med-lungcancer/. Läst 1 september 2023.
6. ↑  ”Upptäckt om orsak till prostatacancer belönas med Sjöbergpriset”. Kungl. Vetenskapsakademien. https://www.kva.se/sv/pressrum/pressmeddelanden/upptackt-om-orsaken-till-prostatacancer-belonas-med-sjobergpriset. Läst 15 februari 2022.
7. ↑  ”Ny kunskap om cancerläkemedel gav Sjöbergpris”. Kungl. Vetenskapsakademien. https://www.kva.se/sv/pressrum/pressmeddelanden/ny-kunskap-om-cancerlakemedel-gav-sjobergpris. Läst 16 december 2021.
8. ↑  ”Sjöbergpriset för avgörande upptäckter om cellers tillväxt”. Kungl. Vetenskapsakademien. https://www.kva.se/sv/pressrum/pressmeddelanden/sjobergpriset-for-avgorande-upptackter-om-cellers-tillvaxt. Läst 9 mars 2020.
9. ↑  ”Målinriktad behandling av cancer får Sjöbergpriset”. Kungl. Vetenskapsakademien. https://www.kva.se/sv/pressrum/pressmeddelanden/sjobergpriset-2019. Läst 20 mars 2019.
10. ↑  ”Årets Sjöbergpris för högeffektiv behandling som botar tidigare dödlig cancer”. Kungliga Vetenskapsakademien. http://www.kva.se/sv/pressrum/pressmeddelanden/sjobergpriset-2018. Läst 11 februari 2018.
11. ↑  Manzoor, Amina (14 februari 2017). ”Cancerforskare får Sjöbergpriset”. DN. Dagens Nyheter. http://www.dn.se/ekonomi/global-utveckling/cancerforskare-far-sjobergpriset/. Läst 16 februari 2017.